# Anders Faager
Sven Per Anders Faager, född 3 april 1947 i Nässjö, död 20 juni 2019 i Lund, var en svensk kortdistanslöpare. Han blev Stor grabb nummer 255 i friidrott 1969. Han tävlade för IK Sisu Nässjö, Wärnamo SK, KFUM Örebro och Malmö AI. Idrottskarriären började han som en ovanligt snabb basketspelare i KFUM Nässjö. Anders Faager var utbildad gymnastikdirektör/civilekonom och tjänstgjorde som idrottskonsult. Efternamnet skrevs ursprungligen Fager. Anders Faager var en äldre bror till film-, video- och fotoproducenten Hans Faager.

## Karriär (friidrott)
1969 vann Anders Faager SM på 100 meter 10,7 och på 200 meter med 21,4. Han var detta år Sverige-etta på 200 meter med 21,3.
1970 satte Anders Faager i Växjö de första med elektrisk tidtagning (inofficiella) svenska rekorden på 200 meter (21,19 den 14 augusti) och 100 meter (10,51 den 16 augusti). (Det senare rekordet tangerades 1973 av Christer Garpenborg som senare samma år förbättrade det.) Faager vann SM på 100 meter (10,4) och 200 meter (21,0) detta år samt var med i det segrande laget på stafett 4 x 100 meter. Detta år var Faager bäst i Sverige både på 100 meter (10,4) och 200 meter (21,0).
Vid SM 1971 var Faager med i det segrande laget på stafett 4 x 100 meter.
Den 20 april 1972 i San Antonio förbättrade Anders Faager Hans-Olof Johanssons svenska rekord på 400 m till 46,5. Han tangerade sitt nya rekord i Walnut nio dagar senare och även i Billings den 31 maj. Den 30 juni förbättrade han rekordet till 46,4 i Västerås och den 5 juli i Stockholm nådde han 46,1 (Sverige-etta). I SM vann han 100 meter på 10,6 och 200 meter på 21,1. Detta år var han med på 400 meter i OS i München, men blev utslagen (tvåa i försöksheat nummer två på 46,29 och fyra i det fjärde heatet i kvartsfinalen på 46,34. Han deltog också i det svenska stafettlaget på 4x400 m. I försöksheatet den 9 september tog man sig vidare på nytt svenskt rekord (för landslaget) med 3.03,1. I finalen den 10 september kom man på sjunde plats, åter på nytt rekord, 3.02,57. Deltagare i laget vid bägge tillfällena var Erik Carlgren, Anders Faager, Kenth Öhman och Ulf Rönner.
Den 6 juni 1973 förbättrade Anders Faager sitt svenska rekord på 400 m till 45,9. Han fick behålla det till 1981 då Eric Josjö övertog det med ett lopp på 45,63.
Under inomhussäsongen 1974 var han vid EM i Göteborg med i det svenska stafettlaget 4x392 meter (två varv) som vann guldmedaljen.
Vid SM 1975 var Faager med i det segrande laget på stafett 4 x 400 meter. Detta upprepade han 1976.

## Personliga rekord
- 100 m (manuell tidtagning): 10,4 s (Söndrum 9 augusti 1970)[11]
- 100 m (elektrisk tidtagning): 10,51 s (Växjö 16 augusti 1970)[12]
- 200 m (manuell tidtagning): 21,0 s (Växjö 14 augusti 1970)[13]
- 200 m (elektrisk tidtagning): 21,11 s (Umeå 6 augusti 1972)[14]
- 400 m (manuell tidtagning): 45,9 s (Helsingfors, Finland 6 juni 1973)[15]
- 400 m (elektrisk tidtagning): 46,29 s (München, Västtyskland 3 september 1972)[16]

### Fotnoter
1. 1 2 3   Svenska Mästerskapen i friidrott 1896-2005. Trångsund: Erik Wiger/TextoGraf Förlag. 2006. ISBN 91-631-9065-6, sid 36
2. 1 2 3   Svenska Mästerskapen i friidrott 1896-2005. Trångsund: Erik Wiger/TextoGraf Förlag. 2006. ISBN 91-631-9065-6, sid 37
3. 1 2 3 4 5 6   Svenska Mästerskapen i friidrott 1896-2005. Trångsund: Erik Wiger/TextoGraf Förlag. 2006. ISBN 91-631-9065-6, sid 40
4. ↑   Svenska Mästerskapen i friidrott 1896-2005. Trångsund: Erik Wiger/TextoGraf Förlag. 2006. ISBN 91-631-9065-6, sid 44
5. 1 2 3 4 5   Svenska Mästerskapen i friidrott 1896-2005. Trångsund: Erik Wiger/TextoGraf Förlag. 2006. ISBN 91-631-9065-6, sid 152
6. 1 2 3 4 5 6   Svenska Mästerskapen i friidrott 1896-2005. Trångsund: Erik Wiger/TextoGraf Förlag. 2006. ISBN 91-631-9065-6, sid 159
7. 1 2  SOK:s personsida (Anders Faager)
8. ↑  ”Ex-sprintern Anders Faager har gått bort” (på svenska). SVT Sport. 23 juni 2019. https://www.svt.se/sport/friidrott/ex-sprintern-anders-faager-har-gatt-bort. Läst 25 juni 2019.
9. ↑  friidrott.se:s Stora Grabbar-sida Arkiverad 31 mars 2016 hämtat från the Wayback Machine. Läst 2015-06-24
10. ↑  Stora grabbars märke Läst 2015-06-24
11. ↑   Sverigebästa genom tiderna i friidrott. Trångsund: Bengt Holmberg/TextoGraf Förlag. 2009. ISBN 978-91-977146-3-1, sid 33
12. ↑   Sverigebästa genom tiderna i friidrott. Trångsund: Bengt Holmberg/TextoGraf Förlag. 2009. ISBN 978-91-977146-3-1, sid 16
13. ↑   Sverigebästa genom tiderna i friidrott. Trångsund: Bengt Holmberg/TextoGraf Förlag. 2009. ISBN 978-91-977146-3-1, sid 67
14. ↑   Sverigebästa genom tiderna i friidrott. Trångsund: Bengt Holmberg/TextoGraf Förlag. 2009. ISBN 978-91-977146-3-1, sid 50
15. ↑   Sverigebästa genom tiderna i friidrott. Trångsund: Bengt Holmberg/TextoGraf Förlag. 2009. ISBN 978-91-977146-3-1, sid 89
16. ↑   Sverigebästa genom tiderna i friidrott. Trångsund: Bengt Holmberg/TextoGraf Förlag. 2009. ISBN 978-91-977146-3-1, sid 77
17. 1 2 3  ”Swedish Athletic Page”. Arkiverad från originalet den 8 december 2007. https://web.archive.org/web/20071208031252/http://home.swipnet.se/~w-92028/. Läst 18 november 2007.